# Rio Guaraúna
Rio Guaraúna är ett vattendrag i Brasilien.   Det ligger i delstaten Paraná, i den södra delen av landet, 1 100 km söder om huvudstaden Brasília.
Omgivningarna runt Rio Guaraúna är en mosaik av jordbruksmark och naturlig växtlighet. Runt Rio Guaraúna är det mycket glesbefolkat, med 6 invånare per kvadratkilometer.